# Ommatius gracilis
Ommatius gracilis är en tvåvingeart som beskrevs av Walker 1857. Ommatius gracilis ingår i släktet Ommatius och familjen rovflugor. Inga underarter finns listade i Catalogue of Life.